# Zgodovina južnih dinastij
Zgodovina južnih dinastij (kitajsko 南史, pinjin Nánshǐ)  je eno od uradnih kitajskih zgodovinskih del v kanonu Štiriindvajsetih zgodovin. Vsebuje 80 zvezkov in zajema obdobje od leta 420 do 589, se pravi zgodovino dinastij Liu Song, Južni Či, Ljang in Čen na jugu Kitajske v obdobju severnih in južnih dinastij. Tako kot Zgodovino severnih dinastij je knjigo začel pisati Li Daši. Po njegovi smrti je delo med letoma 643 in 659 dokončal njegov sin Li Janšov. Li Janšov je kot zgodovinar v času zgodnje dinastije Tang sodeloval tudi pri pisanju nekaterih drugih zbirk. V nasprotju z drugimi zgodovinskih besedili tistega časa pisanja Knjige južnih dinastij ni naročila država. 

## Vsebina
Zvezki 1–3 vsebujejo letopise cesarjev Lju Songa, začenši s cesarjem Vujem. Zvezki 4–5 vsebujejo letopise cesarjev Južnega Čija, zvezki 6–8 letopise cesarjev Ljanga in zvezki 9–10 letopise cesarjev Čena. Zvezki 11–12 vsebujejo biografije cesaric in soprog. Zvezki 13–69 vsebujejo biografije osebnosti iz dinastij Liu Song (13–40), Južnega Čija (41–50), Lianga (51–64) in Čena (65–69). Zvezki od 70 do 80 vsebujejo drugo biografsko vsebino, vključno z vrlimi uradniki (70), konfucijanskimi učenjaki (71), književnostjo (72), sinovskimi dejanji (73–74), samotarji (75–76), ljubljenci plemičev (77), tujimi ljudstvi (78–79) in zahrbtnimi uradniki (70).